# 黃霑獅子山下演唱會
《黃霑獅子山下演唱會》，香港詞曲作家黃霑生平唯一的個人名義演唱會。在2003年7月18日至19日的香港體育館舉行，合共兩場，主辦單位為東亞娛樂和恆藝亞洲。
多位歌手獲邀演繹黃霑及其他音樂人的作品，閻惠昌率領的香港中樂團和戴樂民的西洋樂隊則負責伴奏。編曲者有羅偉倫、潘耀田、周熙杰、劉文金等。此外黃霑亦自任主持、歌手和藝術總監。演唱會的實況專輯以CD、VCD及DVD為載體於2003及2004年推出。

## 簡介
當時罹患肺癌的黃霑剛痊癒不久。在2003年2月的記者會上，他表示舉辦演唱會是為了勉勵處於困境中的香港人，讓觀眾感受「獅子山下」的精神。交游廣闊的黃霑亦表示演出嘉賓衝著他們之間的交情，都只收取微薄的酬勞，「象徵性地收一封細利是」。演唱會原定在4月11日至12日舉行，但因沙士肆虐而延期至7月。
據新報報導，首晚有九成入座率。

## 演唱會曲目
| 表演者                             | 曲目                             |
| ---------------------------------- | -------------------------------- |
| 演唱會樂團、和聲歌手               | 獅子山下                         |
| 黃霑                               | 南音(客途秋恨)                   |
| 黃霑                               | 滄海一聲笑                       |
| 香港中樂團                         | 十面埋伏                         |
| 葉麗儀                             | 今天不回家                       |
| 葉麗儀                             | 上海灘                           |
| 葉麗儀                             | 夜來香                           |
| 葉麗儀                             | Memory                           |
| 葉振棠                             | 笛子姑娘                         |
| 葉振棠                             | 忘盡心中情                       |
| 葉振棠                             | 太極張三豐（李暉任太極表演嘉賓） |
| 鍾鎮濤                             | 讓一切隨風                       |
| 鍾鎮濤                             | 今天我非常寂寞                   |
| 鍾鎮濤                             | 問我                             |
| 黃霑、鄭裕玲的談話環節「香港最叻」 |                                  |
| 鄭中基                             | 浪子心聲                         |
| 鄭中基                             | 男兒當自強                       |
| 呂方                               | 彎彎的月亮                       |
| 葉蒨文                             | 晚風                             |
| 葉蒨文                             | 焚心以火                         |
| 群星                               | 獅子山下                         |

### 未收錄內容
鄭少秋的《倚天屠龍記》、《輪流傳》、《做人愛自由》、《飲勝》、倫永亮的《無條件的愛》、劉德華的《真愛是苦味》、聚歌手演唱的《世界真細小》等。此外「被刪」的嘉賓還有譚詠麟和李克勤。  

## 影音產品
香港發行的影音產品如下：
| 發行日期      | 名稱                                 | 載體格式 | 公司                       |
| ------------- | ------------------------------------ | -------- | -------------------------- |
| 2003年10月8日 | 學者靈芝 - 黃霑獅子山下演唱會        | 2 VCD    | 鉅星錄像發行(香港)有限公司 |
| 2003年10月8日 | 學者靈芝 - 黃霑獅子山下演唱會（DTS） | DVD      | 鉅星錄像發行(香港)有限公司 |
| 2004年12月7日 | 黃霑獅子山下演唱會（18-19.7.2003）   | 2 CD     | 藝詠娛樂有限公司           |